# Burrows Glacier
Burrows Glacier är en glaciär i Antarktis. Den ligger i Östantarktis. Nya Zeeland gör anspråk på området. Burrows Glacier ligger 693 meter över havet.
Terrängen runt Burrows Glacier är huvudsakligen kuperad, men österut är den bergig. Trakten är obefolkad. Det finns inga samhällen i närheten. 